# Itapuã do Oeste
Itapuã do Oeste is een gemeente in de Braziliaanse deelstaat Rondônia. De gemeente telt 8.235 inwoners (schatting 2009).
De gemeente grenst aan Candeias do Jamari, Cujubim en Alto Paraíso.